# Gabriele Hoffmann (Schriftstellerin)
Gabriele Hoffmann (* 19. November 1942 in Berlin als Christine Gabriele Krüger) ist eine deutsche Historikerin, Journalistin und Schriftstellerin.

## Leben
Sie studierte Geschichte, Literaturwissenschaft und Philosophie, wurde 1970 bei Fritz Fischer an der Universität Hamburg in Zeitgeschichte promoviert, war für den Norddeutschen Rundfunk, Radio Bremen und den Stern tätig und lebt in Bremen. Sie ist Mitglied des Vorstands der Historischen Gesellschaft Bremen.
Ihre Biografie über Heinrich Böll wurde 1978 in die Auswahlliste zum Deutschen Jugendbuchpreis aufgenommen. Für das Buch Constantia von Cosel und August der Starke erhielt sie den 2. Historischen Sachbuchpreis Schloss Burg, für ein Rundfunkfeature über Archäologie in Deutschland den Deutschen Preis für Denkmalschutz in der Kategorie Journalismus.

## Veröffentlichungen (Auswahl)
Bücher
- Sozialdemokratie und Berufsbeamtentum. Zur Frage nach Wandel und Kontinuität im Verhältnis der Sozialdemokratie zum Berufsbeamtentum in der Weimarer Zeit. Buske, Hamburg 1972, ISBN 3-87118-084-X (Zugleich: Dissertation Hamburg 1970) (= Hamburger Historische Studien, Band 4).
- Heinrich Böll. Dressler, 2. Auflage, Hamburg 1978, ISBN 3-7915-5003-9 (Wesentlich erweiterte Ausgaben erschienen im Lamuv Verlag 1986 und bei Heyne 1991).
- Constantia von Cosel und August der Starke. Die Geschichte einer Mätresse. Lübbe, Bergisch Gladbach 1984 (und weitere 30 Auflagen) ISBN 3-7857-0379-1.
- Sommerhelden. Heiterer Segelroman. Ullstein, Frankfurt am Main 1985, ISBN 3-548-20504-6.
- Versunkene Welten. Schiffe und Städte auf dem Meeresgrund. Lübbe, Bergisch Gladbach 1985, ISBN 3-7857-0402-X.
- Frauen machen Geschichte. Von Kaiserin Theophanu bis Rosa Luxemburg. Lübbe, Bergisch Gladbach 1991, ISBN 3-7857-0578-6.
- Das Haus an der Elbchaussee. Die Godeffroys. Aufstieg und Niedergang einer Dynastie. Kabel, Hamburg 1998 (und weitere 15 Auflagen)  ISBN 3-8225-0465-3.
- Die Schiffbrüchigen, Roman, Europa-Verlag, Hamburg 2001, ISBN 3-203-78045-3.
- Schätze unter Wasser. Abenteuer Archäologie. Europa-Verlag, Hamburg 2001, ISBN 3-203-75100-3.
- Annas Atoll, Roman, Europa-Verlag, Hamburg 2002, ISBN 3-203-78046-1.
- Max M. Warburg. Herausgegeben von der Zeit-Stiftung im Ellert & Richter Verlag, Hamburg 2009, ISBN 978-3-8319-0326-9.
- Die Eisfestung. Hamburg im kalten Griff Napoleons, Piper, München 2012, ISBN 978-3-492-30183-1.
- Otto von Bismarck und Johanna von Puttkamer. Die Geschichte einer großen Liebe. Insel-Verlag, Berlin 2014, ISBN 978-3-458-17617-6.

Herausgeberschaften
- 900 Jahre nasse Füße. Landschaft aus Deichen und Gräben Hauschild, Bremen 1990, ISBN 3-926598-34-4.
- Mit Uwe Schnall: Die Kogge. Sternstunde der deutschen Schiffsarchäologie. Deutsches Schiffahrtsmuseum, Convent-Verlag, Hamburg 2003, ISBN 3-934613-50-0.

Wissenschaftliche Aufsätze
- Wirtschaftsspionage in der Südsee. H. H. Meyer und Joh. Ces. Godeffroy. In: Bremisches Jahrbuch, 76, 1997, S. 101–114.
- La cogue de Brême, navire de charge médiéval. Mit Uwe Schnall. In: Chasse-Marée, 171, 2004, S. 38–51.
- Kostbare Koggen. Seltene Bilder aus illuminierten Manuskripten und gotischen Kirchen. In: Deutsches Schiffahrtsarchiv, 27, 2004, S. 7–33.
- The Bremen Cog. A Portrait of a Ship's Type. Mit Uwe Schnall. In: Maritime Life and Traditions, 27, 2005, S. 12–25.
- Segeln mit der Bremer Kogge. Mit Per Hoffmann. In: Jahrbuch der Männer vom Morgenstern, 86, 2007, S. 249–271.
- Mit Per Hoffmann: Sailing the Bremen Cog. In: The International Journal of Nautical Archaeology, 38.2, 2009, S. 281–296.
- Die vergessenen Akten – Max Warburg und die Allgemeine Treuhandstelle für die jüdische Auswanderung GmbH. In: Bremisches Jahrbuch, 89, 2010, S. 243–262.